# ボホナーの公式
数学におけるボホナーの公式はリーマン多様体{\displaystyle (M,g)}における調和関数をリッチテンソルに関連付けるもの。その名はアメリカの数学者サロモン・ボホナーにちなむ。

## 公式の内容
より具体的に言うと、もし{\displaystyle u\colon M\rightarrow \mathbb {R} } が調和関数ならば、すなわち{\displaystyle \Delta _{g}u=0}（{\displaystyle \Delta _{g}}はメトリック{\displaystyle g}に関するラプラシアン）ならば
{\displaystyle \Delta {\frac {1}{2}}|\nabla u|^{2}=|\nabla ^{2}u|^{2}+{\mbox{Ric}}(\nabla u,\nabla u)},
{\displaystyle \nabla u}は、{\displaystyle u}の{\displaystyle g}に関するグラディエントである。ボホナーはボホナー消滅定理を証明するのにこの公式を用いた。

## 変種と一般化
- ボホナー恒等式
- Weitzenböck恒等式